# Денят на владетелите
„Денят на владетелите“ е български игрален филм (драма) от 1986 година на режисьора Владислав Икономов, по сценарий на Владислав Икономов и Никола Тихолов. Оператор е Крум Крумов. Музиката във филма е композирана от Кирил Цибулка.
- I част - „Полетът на стрелата“
- II част - „Полетът на копието“

## Състав

### Актьорски състав
| Изпълнител            | Роля                                                             |
| --------------------- | ---------------------------------------------------------------- |
| Васил Михайлов        | Ювиги Хан Крум                                                   |
| Любен Чаталов         | Омуртаг канартикин и престолонаследник                           |
| Георги Георгиев – Гец | Дилон ичургу боил и предател                                     |
| Стефан Мавродиев      | Ехт кавхан                                                       |
| Вельо Горанов         | Есхач Великият боил и предател                                   |
| Стефка Илиева         | Свидна жената на Омуртаг                                         |
| Юлия Радева           | Шерма ханската дъщеря                                            |
| Стойчо Мазгалов       | Константин Пацик вуйчо на Омуртаг и Шерма                        |
| Румен Иванов          | синът на Пацик                                                   |
| Вълчо Камарашев       | Цок                                                              |
| Велико Стоянов        | Зитко (във II-ра част)                                           |
| Любомир Бъчваров      | Княз Драгомир Великият боил                                      |
| Николай Станчев       | Ослама юноша                                                     |
| Светозар Неделчев     | Император Никифор I Генник (във II-ра част)                      |
| Венцеслав Кисьов      | Лъв Арменец Великият доместик (във II-ра част)                   |
| Васил Димитров        | Михаил Рангаве зет на Никифор I Генник (във II-ра част)          |
| Васил Бъчваров        | Ставракий син и съуправител на Никифор I Генник (във II-ра част) |
| Коста Биков           | Избу (във II-ра част)                                            |
| Пламен Захов          | Кудер (във II-ра част)                                           |
| Иван Йорданов         | Турдачис боил (в I-ва част)                                      |
| Михаил Ботевски       | Чапа боилът хулещ Свидна (в I-ва част)                           |
| Кирил Попхристов      |                                                                  |
| Никола Чиприянов      | Сулгун сетим багаин и обучаващ децата с меч (в I-ва част)        |
| Цочо Керкенезов       |                                                                  |
| Румен Димитров        |                                                                  |
| Христо Калчев         |                                                                  |
| Димитрина Савова      | Докуми грижещата се за Шерма                                     |
| Мая Дончева           |                                                                  |
| Златина Дукова        |                                                                  |
| Иво Кехайов           |                                                                  |
| Александър Крумов     |                                                                  |

и други

### Творчески и технически екип
| Режисьор                        | Владислав Икономов |
| Сценарий                        | Владислав Икономов Никола Тихолов |
| Оператор                        | Крум Крумов |
| Художник                        | Мария Иванова |
| Костюми                         | Мария Миронска |
| Грим                            | Таню Куков |
| Музика                          | Кирил Цибулка |
| Звук                            | Борислав Бояджиев Сергей Павлов |
| Редактор                        | Цветана Коларова |
| Монтаж                          | Надежда Ценова |
| Директор                        | Трайко Иванов |
| Консултанти                     | Главен военен консултант генерал-полковник Атанас Семерджиев Консултанти: генерал-лейтенант Иван Щилиянов полковник Георги Златинов полковник Йордан Антонов |
| Втори режисьор                  | Радост Рачева |
| Втори оператори                 | Кирил Зашев Димитър Бебенов |
| Втори художници                 | Биляна Костова Елисавета Банкова Светослав Минчев |
| Асистент-режисьори              | Аспарух Николов Мина Стойкова Искра Чаушева |
| Асистент-оператори              | Емил Димитров Димитър Матев Чавдар Витанов Евстати Тодоров Борислав Златанов Александър Александров Васко Йотов                                              |
| Асистент-монтаж                 | Мария Въжарова Светлана Крумова |
| Асистент-гримьори               | Юлия Кръстева Венета Диванска Красимира Господинова Анна Михайлова Юлиана Сисакова                                                                           |
| Скриптер                        | Роза Милева |
| Комбинирани снимки              | Валентина Глазовская Виктор Евстигнеев Анатолий Доброхотов Тотю Начев                                                                                        |
| Гардероб                        | Маргарита Боянова Янка Христова |
| Оръжие и пиротехника            | Огнян Христов Русин Филипов Георги Гръчки |
| Реквизит                        | Венета Минчева Евгений Николов Любчо Тодоров |
| Кран                            | Емил Нешев Петър Анев |
| Фотограф                        | Стефка Казанджиева |
| Осветление                      | Стефан Янков Иван Андреев |
| Организатори                    | Иво Николов Пламен Йорданов Стоянка Христова Владимир Германов Силвин Панков Кирил Амбарев                                                                   |
| Хореография                     | Асен Гаврилов |
| Постановка на ръкопашните боеве | капитан Юлий Абаджиев |
| Постановка на конните каскади   | Димитър Кехайов |
| Група за сътрудничество от МНО  | генерал-майор Делчо Станимиров Полковници: Христо Христов Илия Андреев Стефан Атанасов капитан Денчо Каменов                                                 |
| Distributed by                  | Българска кинематография Студия за игрални филми „БОЯНА“ Втори творчески колектив /Copyright © 1986/                                                         |